# Chasmata di Titania
Segue una lista dei chasmata presenti sulla superficie di Titania. La nomenclatura di Titania è regolata dall'Unione Astronomica Internazionale; la lista contiene solo formazioni esogeologiche ufficialmente riconosciute da tale istituzione.
I chasmata di Titania portano i nomi di luoghi d'ambientazione delle opere di William Shakespeare.
Sono tutte localizzate nell'emisfero sud poiché questo era il solo visibile durante il sorvolo ravvicinato della sonda Voyager 2, l'unica ad avere finora raggiunto Titania.

## Prospetto
| Chasma           | Eponimo                                            | Latitudine | Longitudine | Diametro |
| ---------------- | -------------------------------------------------- | ---------- | ----------- | -------- |
| Belmont Chasma   | Belmonte - Luogo citato ne Il mercante di Venezia. | 8,5° S     | 32,6° E     | 258 km   |
| Messina Chasmata | Messina - Luogo citato in Molto rumore per nulla.  | 33,3° S    | 335° E      | 1492 km  |